# Paraipaba (ort)
Paraipaba är en ort i Brasilien.   Den ligger i kommunen Paraipaba och delstaten Ceará, i den östra delen av landet, 1 700 km nordost om huvudstaden Brasília. Paraipaba ligger 34 meter över havet och antalet invånare är 18 423.
Terrängen runt Paraipaba är platt. Närmaste större samhälle är Paracuru, 13,5 km öster om Paraipaba. 
Omgivningarna runt Paraipaba är huvudsakligen savann. Runt Paraipaba är det ganska tätbefolkat, med 129 invånare per kvadratkilometer.